# Clementi (cognome)
Clementi è un cognome di lingua italiana.

## Varianti
Chimenti, Chimento, Chimienti, Chiommiente, Chiumenti, Clemente, Clementoni, Clemenza, Clemenzi, De Clementi, Di Clementi, Mensio, Mentasti, Mentessi, Mentone, Mentoni, Menzini, Menzio, Minzoni.

## Origine e diffusione
Cognome tipicamente panitaliano, è presente prevalentemente in Italia centro-meridionale.
Potrebbe derivare dal prenome Clemente, dal latino clemens, "clemente".
La variante Chiomenti è meridionale; Mensi e Mentasti sono lombardi, piemontesi e liguri; Mentessi è toscano e veneto; Menzini e Minzoni sono emiliano-romagnoli e piemontesi; Clementoni è marchigiano.

## Persone
- Aldo Clementi – compositore italiano
- Anna Clementi – cantante italiana
- Annamaria Clementi – attrice italiana